# 梅拉佐 (加利福尼亞州)
梅拉佐（英語：Merazo）是位於美國加利福尼亞州納帕縣的一個非建制地區。該地的面積和人口皆未知。

## 地理
梅拉佐的座標為38°13′03″N 122°22′23″W / 38.21750°N 122.37306°W，而該地的平均海拔高度為4米（即13英尺）。